# Łabławki
Łabławki [waˈbwafki] (tiếng Đức: Lablack) là một ngôi làng thuộc khu hành chính của Gmina Bisztynek, thuộc hạt Bartoszycki, Warmińsko-Mazurskie, ở miền bắc Ba Lan. Nó nằm khoảng 15 kilômét (9 mi)   về phía đông bắc của Bisztynek, 18 km (11 mi) về phía đông nam của Bartoszyce và 56 km (35 mi) về phía đông bắc của thủ đô khu vực Olsztyn.

Trước năm 1945, khu vực này là một phần của Đức (Đông Phổ). 
1. ↑  "Central Statistical Office (GUS) - TERYT (National Register of Territorial Land Apportionment Journal)" (bằng tiếng Ba Lan). ngày 1 tháng 6 năm 2008.